# بيفيز وبوت-هيد
بيفيز وبوت-هيد عبارة عن سلسلة رسوم متحركة أمريكية للبالغين تم أبتكارها وتصميمها وانشاؤها من قبل مايك جودج. هذه السلسلة أنشئت فيلما قصيراً «فروج بيسبول» عام 1991 من قبل جودج. بعد رؤية قصيرة، عقدت قناة إم تي في جودج إلى تطوير مفهوم. بيفيز وبوت-هيد مَبدئياً بث من 8 مارس 1993 إلى 28 نوفمبر 1997. أعيد أحيائه في 2011 والحلقات الجديدة بدأ بثها على قناة إم تي في في 27 أكتوبر 2011 إلى 29 ديسمبر 2011. واحتفظت هذه السلسلة كولت فولونج. في وقت لاحق، يعيد بثها على خصائص فياكوم الأخرى، بما في ذللك قناة إم تي في 2، كوميدي سنترال ويو بي أن.في 1996, تم أقتباس هذه السلسلة في فلم رسوم متحركة مميز بيفيز و بوت-هيد دو أمريكا.

## القصة
يسلط الضوء على اثنان غريبا اجتماعيّاً، محبي-الروك منحرفين في سن المراهقة، بيفيز وبوت-هيد (كلتا الأصوات مؤديها جودج)، ويعيشون في بلدة هايلاند. ومن الواضح ليس لديهم رقيب من شخص بالغ في منزل، وفي حلقة واحدة (سينتيفيك ستوف) يقولون أنهم غير واثقين إذا كان لديهم نفس الأب أم لا.

## وصلات خارجية
- بيفيز وبوت-هيد على موقع IMDb (الإنجليزية)
- بيفيز وبوت-هيد على موقع ميتاكريتيك (الإنجليزية)
- بيفيز وبوت-هيد على موقع الموسوعة البريطانية (الإنجليزية)
- بيفيز وبوت-هيد على موقع روتن توميتوز (الإنجليزية)
- بيفيز وبوت-هيد على موقع ميوزك برينز (الإنجليزية)
- بيفيز وبوت-هيد على موقع ديسكوغز (الإنجليزية)
- بيفيز وبوت-هيد على موقع كينوبويسك (الروسية)
- بيفيز وبوت-هيد على موقع ألو سيني (الفرنسية)
- بيفيز وبوت-هيد على موقع ميوزك برينز (الإنجليزية)
- بيفيز وبوت-هيد على موقع قاعدة بيانات الفيلم (الإنجليزية)
- Beavis and Butt-Head on Hulu.com
- Beavis and Butt-Head VIP-Hole at MTV.com
- Change.org petition to renew Beavis and Butt-Head for another season
- Beavis and Butt-Head at EpisodeWorld.com
- Houston Chronicle article featuring Mike Judge
- Beavis and Butt-Head introduce the Mike Judge film Extract على يوتيوب
- Beavis and Butt-Head on iPhone and iPad